# Jet (Oklahoma)
Jet è un comune degli Stati Uniti d'America, situato nello Stato dell'Oklahoma, nella Contea di Alfalfa.